# Лангон (округ)
Округ Лангон (фр. Arrondissement de Langon) — округ у Франції, в департаменті Жиронда. 2023 року округ об'єднував 196 муніципалітетів, населення становило 134 089 осіб.
Адміністративний центр (супрефектура) — Лангон.

## Муніципалітети
Список муніципалітетів округу та їхні коди INSEE:
1. Айяс
2. Арбанатс
3. Багас
4. Базас
5. Балізак
6. Барі
7. Барсак
8. Бассанн
9. Бегеї
10. Бельбат
11. Бельфон
12. Беньо
13. Бернос-Болак
14. Бертес
15. Б'єжак
16. Бірак
17. Блазімон
18. Бленьяк
19. Бомм
20. Браннан
21. Брукейран
22. Бурдель
23. Буридей
24. Бюдос
25. Верделе
26. Вілландро
27. Вільнав-де-Рйон
28. Вірлад
29. Габарнак
30. Гажак
31. Ган
32. Гіллос
33. Горнак
34. Гриньоль
35. Гуалад
36. Добез
37. Донзак
38. Дьєліволь
39. Ескод
40. Ескуссан
41. Жиронд-сюр-Дро
42. Жискос
43. Іятс
44. Кадіяк
45. Казаліс
46. Казатс
47. Казожитат
48. Каміран
49. Капсьє
50. Кап'ян
51. Кардан
52. Кассей
53. Касте-е-Кастійон
54. Кастельв'єль
55. Кастельморон-д'Альбре
56. Клейрак
57. Ковіньяк
58. Кодрот
59. Комон
60. Куамер
61. Куарак
62. Кур-де-Монсегюр
63. Кур-ле-Бен
64. Курпіак
65. Кутюр
66. Кюдос
67. Ла-Реоль
68. Лабеско
69. Лавазан
70. Ладо
71. Ладос
72. Ламот-Ландеррон
73. Лангон
74. Лангуаран
75. Ландерруат
76. Ландерруе-сюр-Сегюр
77. Ландірас
78. Ларок
79. Лартіг
80. Ле-Нізан
81. Ле-Пюї
82. Ле-П'ян-сюр-Гаронн
83. Ле-Тюзан
84. Лез-Ессент
85. Леожатс
86. Лерм-е-Мюссе
87. Лестьяк-сюр-Гаронн
88. Ліньян-де-Базас
89. Лістрак-де-Дюрез
90. Лубан
91. Лупіак-де-ла-Реоль
92. Лупіак
93. Лушатс
94. Люгассон
95. Люкмо
96. Мазер
97. Марембо
98. Марйон
99. Мартр
100. Массей
101. Массюгас
102. Меринья
103. Местерріє
104. Монгозі
105. Монпремблан
106. Монсегюр
107. Монтагуден
108. Монтіньяк
109. Моризес
110. Моріак
111. Муран
112. Неффон
113. Ноаяк
114. Ноаян
115. Обіак
116. Оме
117. Оринь
118. Орйоль
119. Орос
120. Остан
121. Пає
122. Пельгрю
123. Подансак
124. Помпежак
125. Пондорат
126. Порт-де-Бенож
127. Портетс
128. Преньяк
129. Прешак
130. Пюжоль-сюр-Сірон
131. Пюїбарбан
132. Римон
133. Рйон
134. Роаян
135. Рокбрюн
136. Романь
137. Рюш
138. Савіньяк
139. Сандетс
140. Семан
141. Сен-Брис
142. Сен-Вів'ян-де-Монсегюр
143. Сен-Женіс-дю-Буа
144. Сен-Жермен-де-Грав
145. Сен-Ілер-де-ла-Ноай
146. Сен-Ілер-дю-Буа
147. Сен-Ком
148. Сен-Леже-де-Бальсон
149. Сен-Лоран-дю-Буа
150. Сен-Лоран-дю-План
151. Сен-Лубер
152. Сен-Макер
153. Сен-Марс'яль
154. Сен-Мартен-де-Лерм
155. Сен-Мартен-де-Сескас
156. Сен-Мартен-дю-Пюї
157. Сен-Мексан
158. Сен-Мішель-де-Кастельно
159. Сен-Мішель-де-Лапюжад
160. Сен-Мішель-де-Р'єфре
161. Сен-Пардон-де-Конк
162. Сен-П'єрр-д'Оріяк
163. Сен-П'єрр-де-Бат
164. Сен-П'єрр-де-Мон
165. Сен-Сев
166. Сен-Семфор'ян
167. Сен-Сюльпіс-де-Гієраг
168. Сен-Сюльпіс-де-Помм'є
169. Сен-Фелікс-де-Фонкод
170. Сен-Ферм
171. Сент-Андре-дю-Буа
172. Сент-Антуан-дю-Кейре
173. Сент-Екзюпері
174. Сент-Жемм
175. Сент-Круа-дю-Мон
176. Сент-Фуа-ла-Лонг
177. Серон
178. Сессак
179. Сігалан
180. Сіяс
181. Совіак
182. Совтерр-де-Гюїенн
183. Сотерн
184. Суліньяк
185. Суссак
186. Тайкават
187. Таргон
188. Туленн
189. Фалерас
190. Фарг
191. Флудес
192. Фонте
193. Фоссез-е-Балессак
194. Фронтенак
195. Юзест
196. Юр